# 2004 في الصين
فيما يلي قوائم الأحداث التي وقعت خلال عام 2004 في الصين.

## أحداث
- 21 نوفمبر – خطوط شرق الصين الجوية الرحلة 5210

## سياسة

### تعيين في المنصب
- 19 سبتمبر – هو جينتاو رئيس اللجنة العسكرية المركزية حزب الشعب الصيني  [لغات أخرى]‏.

### انتهاء فترة المنصب
- 19 سبتمبر – جيانغ زيمين رئيس اللجنة العسكرية المركزية حزب الشعب الصيني  [لغات أخرى]‏.

## أفلام
من الأفلام التي صدرت هذه السنة في الصين:
- 1 يناير – كونغ فو هوستل من إخراج ستيفن تشو (ممثل).

## برامج ومسلسلات وأنمي
- جنكيز خان